# Rösli Spiess
Rösli Spiess (Glarus, 26 januari 1896 - aldaar, 27 december 1974) was een Zwitserse violiste en muziekpedagoge.

## Biografie
Rösli Spiess was een dochter van Franz Spiess, een muzikant, en van Katharina Weiss. Ze groeide op in Sondershausen, in Thüringen, waar haar vader eerste violist was in het hoforkest. Diens benoeming bij het filharmonisch orkest van Dresden bracht de familie ertoe om daarheen te verhuizen, voordat ze in 1905 terugkeerden naar Glarus.
Rösli Spiess kreeg op negenjarige leeftijd haar eerste vioollessen van haar vader en trad al in haar jeugdjaren en adolescentie op in concerten. Ze kreeg les van Willem de Boer aan het conservatorium van Zürich van 1912 tot 1913, en werd daarna door Henri Petri onderwezen in Dresden. De onzekere politieke situatie en het overlijden van Petri waren voor haar aanleiding om na de zomervakantie van 1914 in Glarus te blijven. In 1916 en 1917 zette ze haar studie verder bij Fritz Wirt aan het conservatorium van Bazel.
Haar optredens als soliste of met gerenommeerde musici trokken al snel de aandacht van de Zwitserse muziekwereld. Vanaf 1918 nam ze deel aan kamermuziekavonden met het Spiess-Zweygberg-kwartet, waarin ze samen actief was met haar vader, Viktor Zack en Lennart von Zweygberg. In 1920 werd ze toegelaten tot de Schweizer Tonkünstlerverein. In 1923 trad ze samen met pianist August Schmid-Lindner op in Stuttgart en München met werken van Max Reger en Othmar Schoeck.
Ondanks de successen die ze in Zwitserland en in het buitenland behaalde, maakte ze een einde aan haar carrière als violiste. Als alleenstaande en kinderloze vrouw assisteerde ze haar vader bij de uitbouw van de Musik- und Orchesterschule Glarus, waar ze vanaf de jaren 1930 steeds meer viool-, piano- en cellolessen gaf. Vanaf 1949 wijdde ze zich volledig aan het lesgeven. Eind jaren 1950 moedigde ze enkele van haar meest begaafde studenten aan om het Musikkollegium Junger Glarner op te richten, dat later het Glarner Musikkollegium werd. Op 18 maart 1973 gaf ze een afscheidsconcert met de Musik- und Orchesterschule Glarus. In 1974 ontving Rösli Spiess als eerste vrouw de cultuurprijs van het kanton Glarus voor haar verdiensten op het gebied van muziekpedagogiek.